# Stazione di Dome-mae Chiyozaki
Dome-mae Chiyozaki (ドーム前千代崎駅?, Dōmu-mae Chiyozaki-eki) è una stazione della Metropolitana di Osaka situata nell'area ovest della città, servita dalla linea Nagahori Tsurumi-ryokuchi della metropolitana. Nel 2009 è stata inaugurata l'adiacente stazione di Dome-mae, che serve la linea Namba delle Ferrovie Hanshin.
Sono le fermate più vicine allo stadio coperto di baseball cittadino, l'Osaka Dome, dove giocano gli incontri casalinghi gli Orix Buffaloes e a volte anche i più popolari Hanshin Tigers. Dome-mae significa "di fronte al Dome", mentre Chiyozaki è il nome del circondario, che si trova all'interno del quartiere Nishi-ku.